# Lennea melanocarpa
Lennea melanocarpa là một loài thực vật có hoa trong họ Đậu. Loài này được (Schltdl.) Harms miêu tả khoa học đầu tiên.